# Grzeszów (potok)
Grzeszów, Potok Grzeszów, Grzesiów Potok – potok, dopływ Lepietnicy. Jest ciekiem czwartego rzędu. Wypływa na wysokości 865 m na południowo-zachodnich stokach szczytu Skałka (905 m) w Gorcach. Posiada kilka niewielkich bocznych dopływów, jeden z nich wypływa ze źródła na wysokości 862 m, położonego na południowych stokach grzbietu łączącego Skałkę z Obidową. Potok spływa w kierunku południowym i na należącym do wsi Klikuszowa osiedlu Kocie Miasto uchodzi do Lepietnicy jako jej prawy dopływ. Następuje to na wysokości około 710 m.
Cała zlewnia potoku Grzeszów znajduje się poza granicami Gorczańskiego Parku Narodowego, na łąkach i polach uprawnych wsi Klikuszowa i Obidowa w województwie małopolskim, w powiecie nowotarskim, w gminie Nowy Targ. Tylko rejon ujścia to obszar zabudowany, niewielkie zalesienie znajduje się w górnej części biegu potoku, w roztokach, gdzie łączy się kilka cieków źródłowych.